# Casaforte Bovet
La casaforte Bovet (pron. fr. AFI: [bove]; in francese Maison forte Bovet) si trova nella frazione di Le Pont nel comune di La Salle, in Valdigne.

## Architettura
La casaforte Bovet, con una solida struttura in pietra a pianta quadrangolare, si sviluppa su 4 piani; le mura perimetrali sono rafforzate da contrafforti anch'essi in pietra. L'ingresso antico nella facciata nord presenta un'arcata con architrave decorato a chiglia rovesciata, e un elemento difensivo aggettante sopra l'ingresso mostra una feritoia; a fianco a questa, sulla stessa facciata, in parte tamponate, ci sono una finestra in pietra decorata, una bifora del XV secolo e una quadrifora.
Due elementi difensivi aggettano dal lato del Monte Bianco.
All'interno, una imponente scala elicoidale in pietra e legno sale per tre piani.
All'esterno, nel cortile interno non visitabile, si trova un albero monumentale, un Sambucus nigra di circa 250 anni.

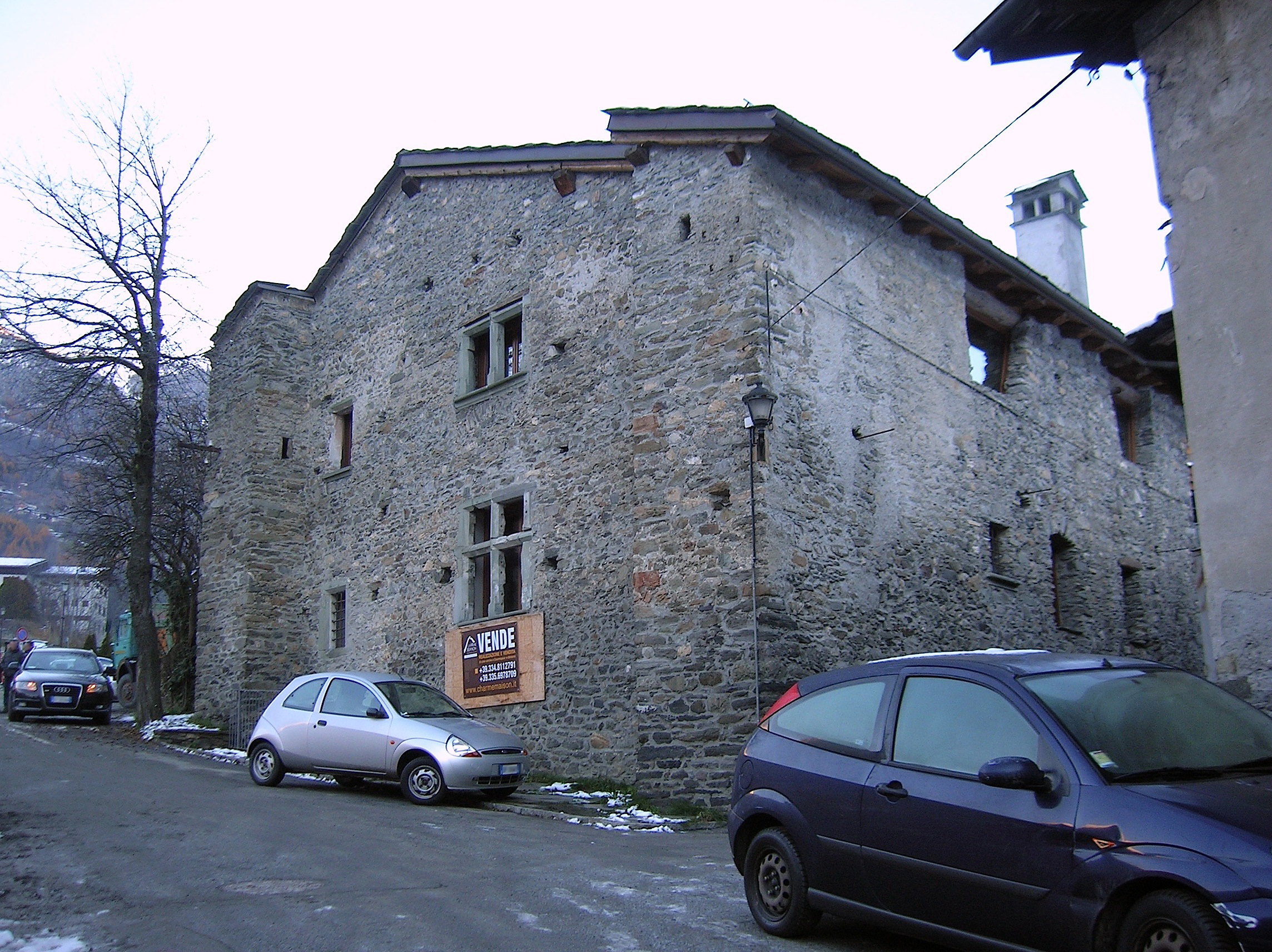
Il lato strada oggi.
Casaforte Bovet vent'anni fa: si noti la differenza rispetto alla finestra a crociera al primo piano oggi (foto: André Zanotto)
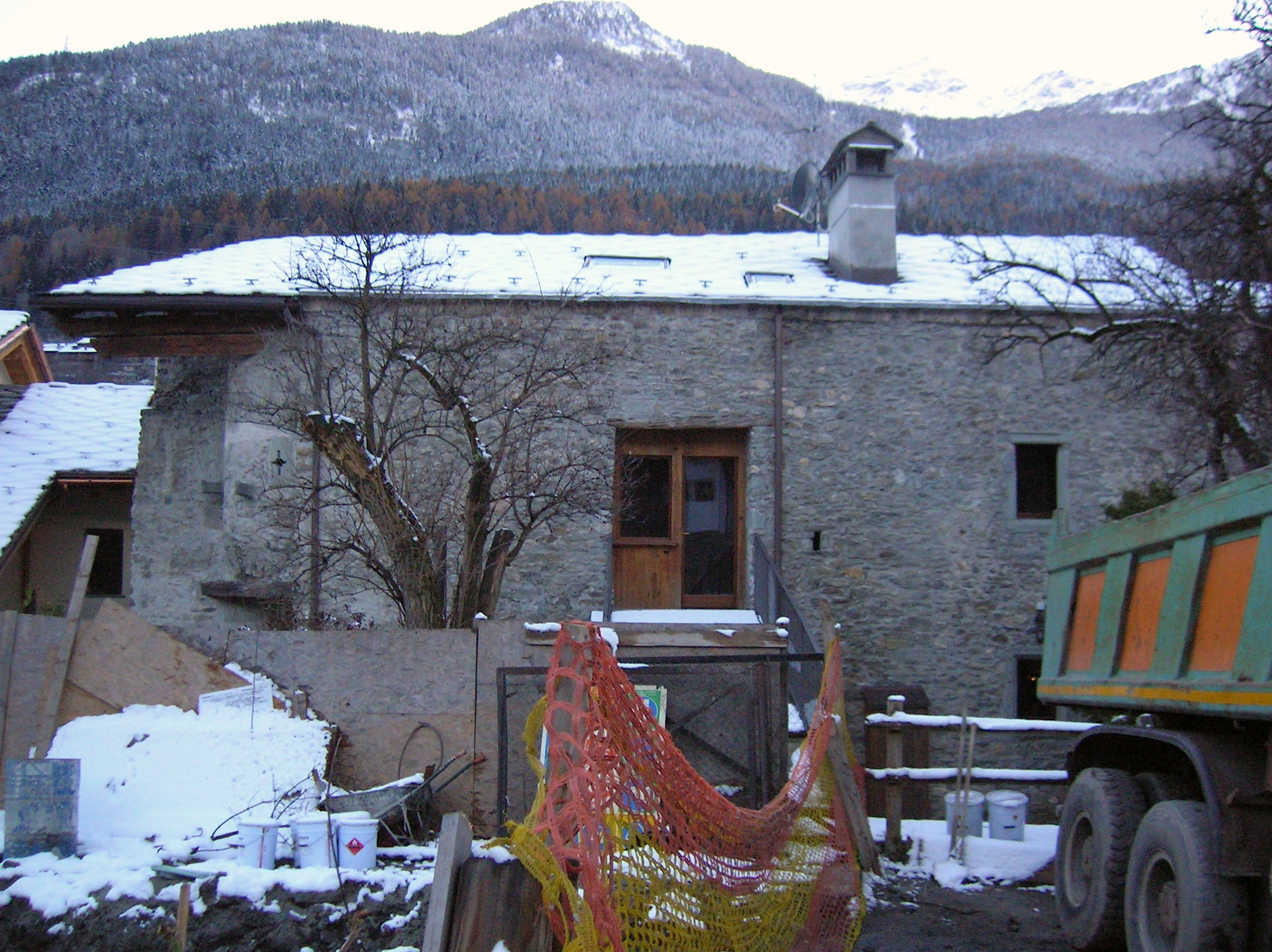
Facciata laterale con torretta sulla sinistra
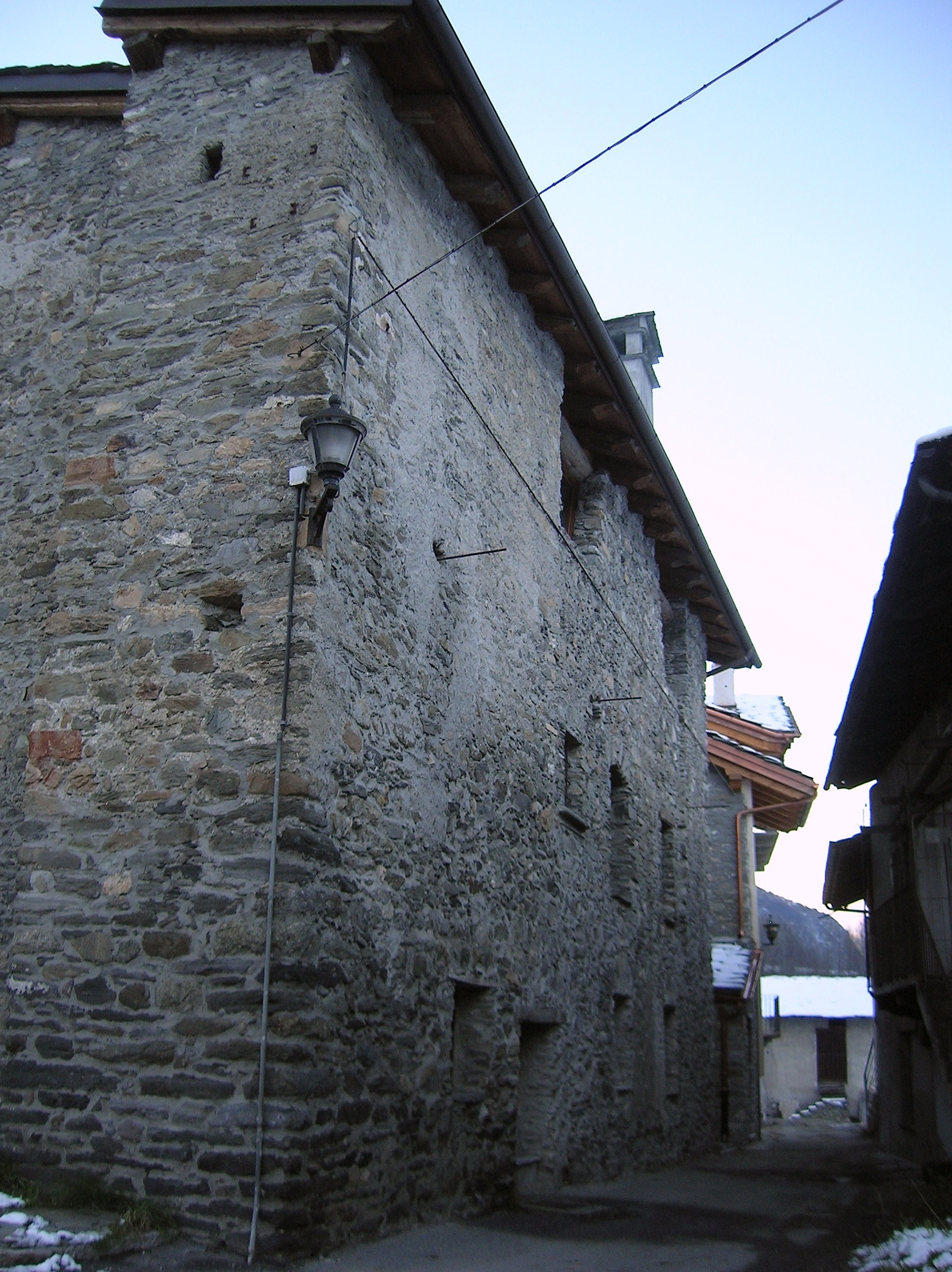
Facciata laterale, sulla strada secondaria

## Storia
L'edificio appartenne ai nobili Bovet. I Boveti, così sono indicati dal de Tillier, vissero tra il XIII e il XVI secolo, ed erano una famiglia importante di La Salle: tale Aymonet Boveti, notaio imperiale (notaire impérial), è citato in un documento di compravendita del Capitolo della Cattedrale del 3 gennaio 1372. La casaforte a cui i Boveti lasciarono il nome era solo una delle tante caseforti costruite in quel periodo, seppure sia tra le più antiche:
((FR)   Jean Baptiste de Tillier, cit.,  pp. 392 ("Valdigne", 9, 2).)
In seguito, per un'alleanza matrimoniale la casaforte passò dai Boveti alla famiglia dei Passorio, la quale lasciò il proprio nome ad un'altra casaforte del paese..
Nel giugno 1691, quando i francesi invasero la Valdigne, la casaforte Bovet rimase lesionata.
La casaforte Bovet è stata dichiarata monumento nazionale nel 1939.
La casaforte è stata interessata da un recente restauro intorno al 2006, oggi è privata e adibita a civile abitazione (ne sono stati ricavati sei appartamenti) e quindi non è visitabile.